# Karl Gföller
Karl Gföller (* 6. Dezember 1890 in Rohrmoos; † 6. August 1952 in Schladming) war ein österreichischer Politiker (SPÖ) und Geschäftsführer eines Elektrizitätswerkes. Er war Abgeordneter zum Österreichischen Nationalrat, Abgeordneter zum Landtag Steiermark und Bürgermeister von Schladming.

## Leben
Gföller besuchte nach der Volksschule eine gewerbliche Fortbildungsschule und erlernte den Beruf des Maschinenschlossers. Er war Sekretär des Land- und Forstarbeiterverbandes und später Geschäftsführer des Elektrizitätswerkes Schladming. Politisch engagierte er sich in der Sozialdemokratischen Partei, wobei er Mitglied des Gemeinderates von Schladming war und zwischen 1918 und 1934 als Abgeordneter zum Steiermärkischen Landtag wirkte. Gföller engagierte sich im Arbeiterbauernbund und war von 1930 bis 1934 Mitglied der steiermärkischen Landesbauernkammer. Auf Grund seines politischen Engagements stand Gföller 1934 unter Hochverratsanklage und musste bis Mai 1935 nach Jugoslawien emigrieren, zudem befand er sich 1944 in einer mehrwöchigen politischen Haft.
Nach dem Zweiten Weltkrieg vertrat Gföller die SPÖ vom 19. Dezember 1945 bis zu seinem Tod im Nationalrat. Zudem war er zwischen dem 8. Mai 1945 und dem 1. Oktober 1945 provisorischer Bürgermeister von Schladming.